# Mariana Meerhoff
Mariana Meerhoff   (Montevideo, 17 de juny de 1975) és una investigadora uruguaiana i professora adjunta del Centre Universitari de la Regió Est de la Universitat de la República. També és investigadora de la Universitat d'Aarhus i membre de Consell Assessor i del Consell d'Administració de l'Institut Sud-americà d'Investigació i Educació en Ciències de la Sostenibilitat i la Resiliència (SARAS2, per la seva sigla en anglès). Així mateix, s'exerceix com a Professora de Grau 4 del Programa de Desenvolupament de les Ciències Bàsiques (PEDECIBA, Uruguai), i és Investigadora Nivell 2 del Sistema Nacional d'Investigadors de l'Agència Nacional de Recerca i Innovació (SNI, ANII, Uruguai).
En l'actualitat compta amb més de 70 publicacions d'articles científics en revistes arbitrades.
El 2011 va ser reconeguda amb el Premi L'Oréal-Unesco per a les dones i la ciència pel projecte «Funcionament ecosistèmic en cossos d'aigua: efectes del grau d'impacte i l'obertura de l'ecosistema», i el 2015 amb el premi internacional IRPE (International Recognition of professional Excellence in Limnology) i el premi nacional Roberto Caldeyro Barcia-PEDECIBA.

## Trajectòria acadèmica
Als 18 anys (el 1994), va ingressar a la Facultat de Ciències de la Universitat de la República a la llicenciatura en Ciències Biològiques, la qual va finalitzar el 1998 amb aprofundiment en Ecologia.
Entre 1999 i 2001, va realitzar el màster en Ciències Biològiques (PEDECIBA, UdelaR) tutorejada pel Dr. Néstor Mazzeo i el Dr. Brian Moss, titulada «Efecte de la presència d'hidròfits en l'estructura de les comunitats de zooplàncton i peixos en un llac hipereutròfic succint».
El 2003 comença el seu doctorat en Ciències a la Universitat d'Aarhus (Dinamarca) orientada pel Dr. Erik Jeppesen i el Dr. Tom V. Madsen, el qual va finalitzar el 2006; la tesi es va titular «The Structuring rol dels macrophytes on trophic dynamics of shallow lakes under a climate warming scenario».
El 2010 va obtenir el seu postdoctorat en cooperació entre Uruguai i Dinamarca. En aquest mateix any va assumir com a Professora Adjunta al Centre Universitari Regional Est de la Universitat de la República, ingressant al Règim de Dedicació Total.

## Premis i reconeixements
- 2011, guanyadora del Premi L'Oréal-Unesco per a les dones i la ciència.[4]
- 2015, guanyadora de l'International Recognition of professional Excellence in Limnology.[5]
- 2015, guanyadora del Premi Roberto Caldeyro Barcia (PEDECIBA).[6]

## Publicacions
- Beklioğlu, M., Meerhoff, M., Davidson, T.A., Ger, K.A., Havens, K. and Moss, B., 2016. Preface: Shallow lakes in a fast changing world.Hydrobiologia, 778(1), pp. 9–11.
- Jeppesen, E., Meerhoff, M., Davidson, T.A., Trolle, D., SondergaarD, M., Lauridsen, T.L., Beklioglu, M., Brucet Balmaña, S., Volta, P., González-Bergonzoni, I. and Nielsen, A., 2014. Climate change impacts on lakes: an integrated ecological perspective based on a multi-faceted approach, with special focus on shallow lakes.
- Meerhoff, M., Teixeira-de Mello, F., Kruk, C., Alonso, C., Bergonzoni, I.G., Pacheco, J.P., Lacerot, G., Arim, M., Beklioglu, M., Balmana, S.B. and Goyenola, G., 2012. Environmental warming in shallow lakes: a review of potential changes in community structure as evidenced from space-for-time substitution approaches. Advances in Ecological Research.
- González-Bergonzoni, I., Meerhoff, M., Davidson, T.A., Teixeira-de Mello, F., Baattrup-Pedersen, A. and Jeppesen, E., 2012. Meta-analysis shows a consistent and strong latitudinal pattern in fish omnivory across ecosystems.Ecosystems, 15(3), pp. 492–503.
- Jeppesen, E., Kronvang, B., Olesen, J.E., Audet, J., Søndergaard, M., Hoffmann, C.C., Andersen, H.E., Lauridsen, T.L., Liboriussen, L., Larsen, S.E. and Beklioglu, M., 2011. Climate change effects on nitrogen loading from cultivated catchments in Europe: implications for nitrogen retention, ecological state of lakes and adaptation. Hydrobiologia, 663(1), pp. 1–21.
- Jeppesen, E., Meerhoff, M., Holmgren, K., González-Bergonzoni, I., Teixeira-de Mello, F., Declerck, S.A., De Meester, L., Søndergaard, M., Lauridsen, T.L., Bjerring, R. and Conde-Porcuna, J.M., 2010. Impacts of climate warming on lake fish community structure and potential effects on ecosystem function. Hydrobiologia, 646(1), pp. 73–90.
- Meerhoff, M. and Jeppesen, E., 2009. Shallow lakes and ponds. In Encyclopedia of Inland Waters. Pergamon Press.]
- Jeppesen, E., Kronvang, B., Meerhoff, M., Søndergaard, M., Hansen, K.M., Andersen, H.E., Lauridsen, T.L., Liboriussen, L., Beklioglu, M., Özen, A. and Olesen, J.E., 2009. Climate change effects on runoff, catchment phosphorus loading and lake ecological state, and potential adaptations. Journal of Environmental Quality, 38(5), pp. 1930–1941.
- Jeppesen, E., Søndergaard, M., Meerhoff, M., Lauridsen, T.L. and Jensen, J.P., 2007. Shallow lake restoration by nutrient loading reduction—some recent findings and challenges ahead. Hydrobiologia, 584(1), pp. 239–252.
- Meerhoff, M., Clemente, J.M., MELLO, D., TEIXEIRA, F., IGLESIAS, C., PEDERSEN, A.R. and JEPPESEN, E., 2007. Can warm climate‐related structure of littoral predator assemblies weaken the clear water state in shallow lakes?. Global Change Biology, 13(9), pp. 1888–1897.
- Meerhoff, M., Iglesias, C., De Mello, F.T., Clemente, J.M., Jensen, E., Lauridsen, T.L. and Jeppesen, E., 2007. Effects of habitat complexity on community structure and predator avoidance behaviour of littoral zooplankton in temperate versus subtropical shallow lakes. Freshwater Biology, 52(6), pp. 1009–1021.
- Meerhoff, M., 2006. The structuring role of macrophytes on trophic dynamics in shallow lakes under a climate-warming scenario (Doctoral dissertation, Aarhus UniversitetAarhus University, Science and TechnologyScience and Technology, Institut for BioscienceDepartment of Bioscience, Institut for Bioscience-Sø-økologiDepartment of Bioscience-Lake Ecology).
- Meerhoff, M., Fosalba, C., Bruzzone, C., Mazzeo, N., Noordoven, W. and Jeppesen, E., 2006. An experimental study of habitat choice by Daphnia: plants signal danger more than refuge in subtropical lakes. Freshwater Biology, 51(7), pp. 1320–1330.
- Jeppesen, E., Søndergaard, M., Mazzeo, N., Meerhoff, M., Branco, C.C., Huszar, V. and Scasso, F., 2005. Lake restoration and biomanipulation in temperate lakes: relevance for subtropical and tropical lakes. Restoration and Management of Tropical Eutrophic Lakes, pp. 341–359.
- Meerhoff, M. and Mazzeo, N., 2004. Importancia de las plantas flotantes libres de gran porte en la conservación y rehabilitación de lagos someros de Sudamérica. Revista Ecosistemas, 13(2).
- Meerhoff, M., Mazzeo, N., Moss, B. and Rodríguez-Gallego, L., 2003. The structuring role of free-floating versus submerged plants in a subtropical shallow lake. Aquatic Ecology, 37(4), pp. 377–391.